# 中村muchoよしてる
中村 mucho よしてる（なかむら むーちょ よしてる、1978年 - ）は、日本のデザイナー。
大阪のラジオ局FM802が主催するアーティスト発掘プロジェクトであるdigmeout FACTORYに所属するアーティストである。クラフトペーパーにペン、色鉛筆、クレヨンなどを素材に、ギターやクルマ、ストローの袋、切手や牛乳瓶の蓋など、日常で見つけることの出来るモノを題材としたコラージュを特徴とした制作スタイルである。 大学時代は絵画を専攻しており、主に油彩の具象画を描いていた。近年では佐藤竹善&フレンズのアルバム、「introducing CROSS YOUR FINGERS vol.2」のCDジャケットを手がけた。

## 出展・経歴
- 1978年 生まれ
- 2002年 宝塚造形芸術大学美術学科卒業
- 2003年 BIG HITS! at galeria CERO/exhibition
- 2004年 ART SCHOOL at galeria CERO/group exhibition
- 2004年 MINIMUMS at cafe SAATCHI/cafe exhibition
- 2005年 fab mod at galeria CERO/exhibition
- 2005年 at SAATCHI at cafe SAATCHI /cafe exhibition
- 2006年 digmeoutアーティストオーディション2006通過
- 2006年 FUNKY802digmeoutEXHIBITION2006 at minascapes
- 2006年 collect issue/MINAMI GO! ROUND! ARTWALK 2006 at galeria CERO/exhibition